# كريبتوبس
كريبتوبس هو جنس من عائلة وحشيات الأرجل عاش في العصر الطباشيري المبكر في ما يعرف حالياً بدولة النيجر.